# Hjalmar Thuren
Hjalmar Lauritz Thuren (født 10. september 1873 i København, død 13. januar 1912 på Frederiksberg) var en dansk musikhistoriker, søn af arkitekten Christian L. Thuren.
Thuren blev student 1892 fra Metropolitanskolen, tog 1898 teologisk embedseksamen og var 1899-1907 ansat ved Frederiksberg kommunalskolevæsen. Som interesseret musikhistoriker valgte han folkemusikken som sit speciale. Efter udgivelsen af sit første arbejde i denne retning Dans og Kvaddigtning paa Færøerne (1901) foretog han 1902 en studierejse til Færøerne, hvis resultat blev hans for nordisk folklore betydningsfulde værk Folkesangen paa Færøerne (1908), udgivet på Carlsbergfondets bekostning. Hertil slutter sig hans bidrag af eskimoisk musik fra Nordgrønland i William Thalbitzers The Eskimo Folklore (1904), desuden forskellige afhandlinger "Tanz und Tanzgesang im nordischen Mittelalter" (i Zeitschrift der Internationalen Musikgesellschaft 1908), "Vore Sanglege" (i Danske Studier 1908), Naumanns Orfeus og Eurydike (i Fra Arkiv og Museum 1909).
Han er begravet på Frederiksberg Ældre Kirkegård. Thuren er gengivet på et gruppeportræt af Carl Andersen (C.C. Andersen eller Carl F. Andersen?) ca. 1881.